# ویلیام پرینس (بازیکن کریکت)
ویلیام پرینس (زاده ۲۸ مارس ۱۸۶۸ – درگذشته ۱ ژوئن ۱۹۴۸) یک بازیکن کریکت انگلیسی بود که در سال ۱۸۹۸ برای دربی‌شایر کریکت درجه یک بازی کرد .